# Koekorevo
Koekorevo (Bulgaars: Кукорево) is een dorp in de Bulgaarse gemeente Toendzja, oblast Jambol. Het dorp ligt 4 km ten zuiden van Jambol en 267 km ten zuidoosten van Sofia.

## Bevolking
De eerste officiële volkstelling van 1934 registreerde 1.046 inwoners. Dit aantal groeide tot een hoogtepunt van 1.828 inwoners in 1985. Sindsdien neemt het inwonersaantal langzaam maar geleidelijk af, alhoewel er sinds 2011 een lichte toename te zien is (zie: onderstaand tabel). Op 31 december 2019 telde het dorp Koekorevo 1.579 inwoners.
| Jaar           | 1934  | 1946  | 1956  | 1965  | 1975  | 1985  | 1992  | 2001  | 2011  | 2019  |
| -------------- | ----- | ----- | ----- | ----- | ----- | ----- | ----- | ----- | ----- | ----- |
| Inwonersaantal | 1.046 | 1.216 | 1.157 | 1.270 | 1.600 | 1.828 | 1.807 | 1.775 | 1.550 | 1.579 |

Van de 1.550 inwoners reageerden er 1.500 op de optionele volkstelling van 2011. Zo’n 1.355 personen identificeerden zichzelf als etnische Bulgaren (90%), gevolgd door 129 Roma (9%).
Het dorp heeft een verouderde leeftijdsopbouw. Van de 1.550 inwoners die in februari 2011 werden geregistreerd, waren er 217 jonger dan 15 jaar oud (14%), 992 inwoners waren tussen de 15-64 jaar oud (64%), terwijl er 369 inwoners van 65 jaar of ouder werden geteld (22%).